# Acholoe astericola
Acholoe astericola är en ringmaskart som först beskrevs av Delle Chiaje 1841.  Acholoe astericola ingår i släktet Acholoe och familjen Polynoidae. Inga underarter finns listade i Catalogue of Life.